# Варна (Челябінська область)
Варна (рос. Варна) — село у Варненському районі Челябінської області Російської Федерації.
Входить до складу муніципального утворення Варненське сільське поселення. Населення становить 9869 осіб (2010).

## Історія
Від 27 лютого 1927 року належить до Варненського району, спочатку у складі Троїцького округу Уральської області, а відтак — Челябінської області.
Згідно із законом від 9 липня 2004 року органом місцевого самоврядування є Варненське сільське поселення.

## Населення
| 1959 | 1970  | 1979  | 1989  | 2002  | 2010  |
| ---- | ----- | ----- | ----- | ----- | ----- |
| 6652 | ↗7364 | ↗8164 | ↗9379 | ↗9978 | ↘9869 |